# Kishane Thompson
Kishane Thompson, född 17 juli 2001, är en jamaicansk friidrottare som tävlar i kortdistans.

## Karriär
Vid de jamaicanska uttagningarna till sommar-OS 2024, tillika de jamaicanska mästerskapen, sprang Thompson 100 meter på 9,77 sekunder, vilket innebar att han tog hem guldet och kvalificerade sig för OS. Vid OS 2024 tog han silver på 100 meter.